# Dorfkirche Höwisch

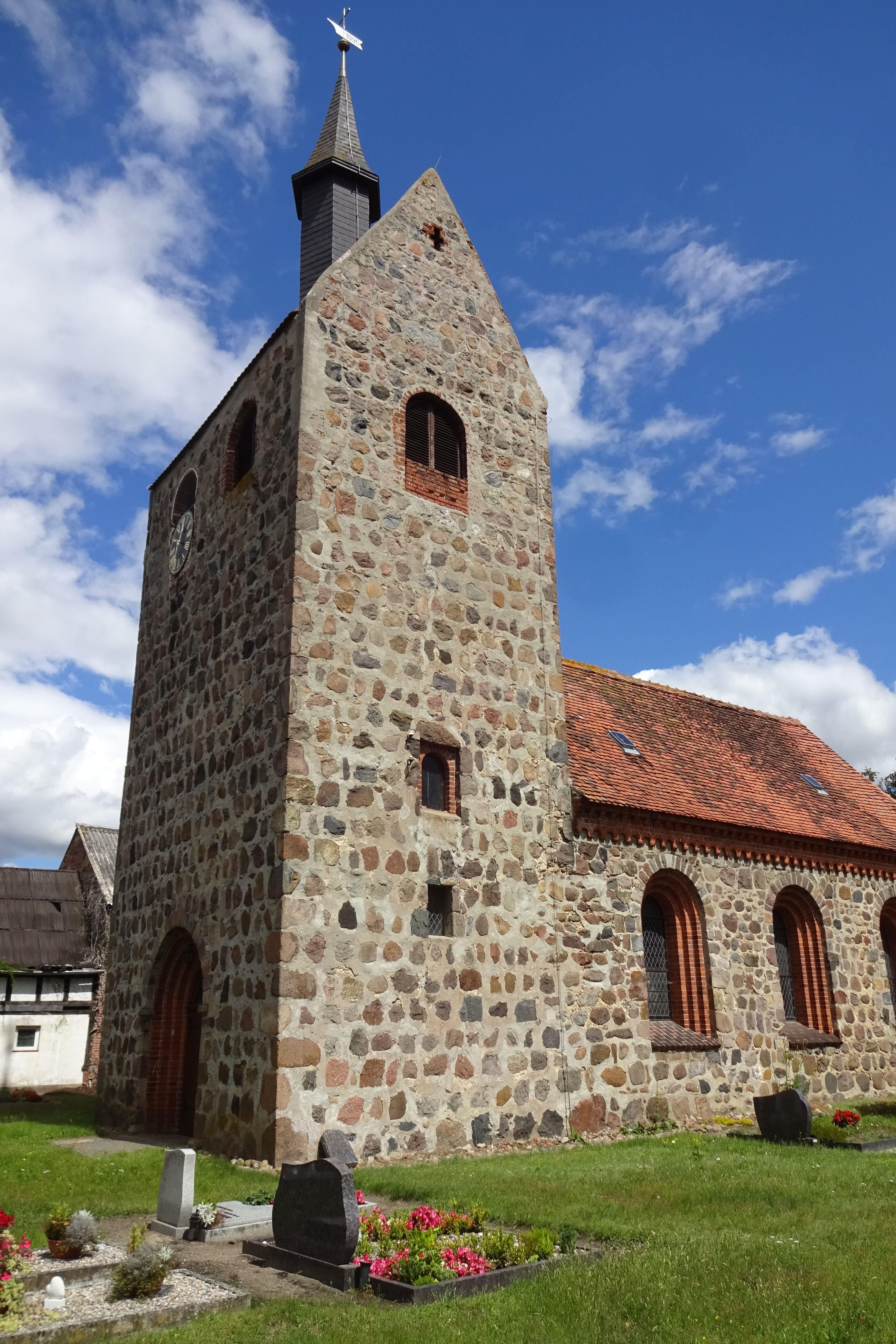
Kirche Höwisch

Die evangelische Dorfkirche Höwisch (auch St. Katharina) ist eine im Kern romanische Saalkirche im Ortsteil Höwisch von Arendsee (Altmark) im Altmarkkreis Salzwedel in Sachsen-Anhalt. Sie gehört zum Pfarrbereich Arendsee im Kirchenkreis Stendal der Evangelischen Kirche in Mitteldeutschland (EKMD).

## Geschichte und Architektur
Die romanische Saalkirche ist aus Feldsteinmauerwerk mit eingezogenem, ursprünglich gerade geschlossenem Chor mit Westturm erbaut. Der Turm war ehemals mit stichbogigem Feldsteintonnengewölbe im Erdgeschoss versehen und nur über einen erhöhten Zugang an der Südseite zugänglich. Dies deutet auf eine Nutzung der Kirche als Zufluchtsort im Verteidigungsfall hin. In den rundbogigen Schallöffnungen sind Doppelarkaden eingefügt; ein Turmdachreiter von 1813 akzentuiert das Bauwerk.
In den Jahren 1906/1907 erfolgte ein umfangreicher historisierender Umbau nach Plänen von Paul Möbius; dabei wurden die Schiffsmauern erhöht, größere Rundbogenfenster und das Westportal eingebrochen, die Turmhalle umgestaltet, das Schiff mit offenem verbrettertem Dachstuhl abgeschlossen, der Chor erweitert und mit Rippengewölbe abgeschlossen, die Sakristei angebaut und die Kirche mit Raumfassung und Ausstattung versehen. In der Glasmalerei des Fensters hinter dem Altar aus der Zeit des Umbaus ist Christi Himmelfahrt dargestellt.
Bei dem Umbau wurden links vom Altar unter dem Fußbodenniveau zwei randvoll mit Silbermünzen aus den Jahren 1516 bis 1527 gefüllte Steingutkannen aufgefunden, die als Kirchenschatz interpretiert wurden, der damals vor dem Dreißigjährigen Krieg in Sicherheit gebracht wurde.

## Ausstattung
Zur Ausstattung gehören ein Altarkruzifix, der Taufstein, die Kanzel, das Gestühl, die Westempore und die Orgel aus der Zeit um 1906/1907. Im Chormittelfenster ist eine Glasmalerei mit der Auferstehung Christi eingefügt, die mit F. Hartwig signiert ist.
Zur historischen Ausstattung der Kirche gehörten ein gotischer Flügelaltar und ein barocker Taufengel, die im Jahr 1938 noch auf dem Dachboden der Schule gelagert waren.
Das Grundstück wird von einer dekorativen Kirchhofsmauer aus rotem und gelbem Backstein eingefasst, die durch Torpfeiler aus der Zeit um 1900 akzentuiert wird. Im Südwesten ist ein älteres Bahrenhaus aus Fachwerk angeordnet.